# Dervorguilla de Balliol

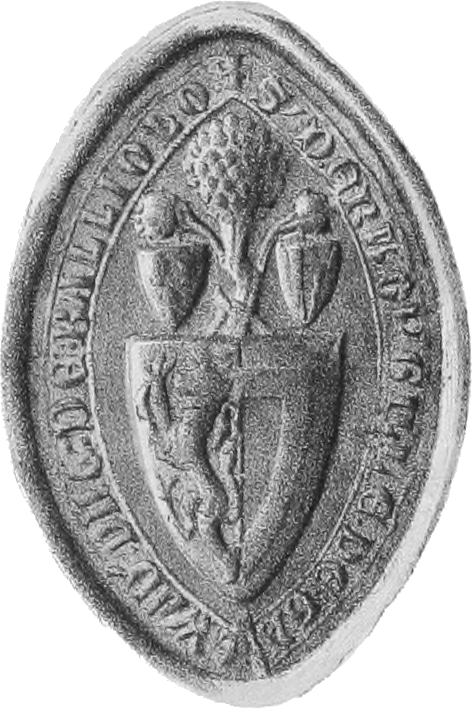
Siegel von Dervorguilla de Balliol

 Dervorguilla de Balliol, Lady of Galloway (auch Devorguilla oder Devorguilla of Galloway) (* nach 1209; † 28. Januar 1290) war eine schottische Adlige. Zusammen mit ihren beiden älteren Schwestern war sie eine der Erbinnen der Herrschaft Galloway.

## Herkunft
Dervorguilla war die zweite Tochter des schottischen Magnaten Alan, Lord of Galloway aus dessen zweiten Ehe mit Margaret, die er 1209 geheiratet hatte. Sie erhielt ihren gälischen Namen wohl nach einer irischen Vorfahrin ihres Vaters, möglicherweise nach einer seiner Tanten.

## Heirat und Erbe
1233, mindestens fünf Jahre nach dem Tod ihrer Mutter, verheiratete ihr Vater sie mit dem nordenglischen Adligen John de Balliol, was eine der letzten bekannten Handlungen ihres Vaters war. Dervorguilla war die letzte Tochter, die ihr Vater verheiratete, und obwohl ihr Mann Balliol ein angesehener Adliger war, entsprach sein Rang nicht ihrem. Nach dem Tod von Alan of Galloway Anfang Februar 1234 setzte König Alexander II. durch, dass das bislang weitgehend autonome Galloway unter Dervorguilla und ihren beiden älteren Schwestern aufgeteilt wurde. Dabei überging er die Wünsche des Adels der Region, die die Herrschaft ungeteilt lassen wollten, und die Ansprüche von Thomas of Galloway, einem unehelichen Sohn von Alan of Galloway, der nach gälischem Recht Erbansprüche hatte. Als die Adligen gegen die Teilung rebellierten, ließ der König die Revolte militärisch niederschlagen. Thomas of Galloway, der als Galionsfigur der Rebellen gedient hatte, geriet in Gefangenschaft und wurde Dervorguilla übergeben. Sie ließ ihn im nordenglischen Barnard Castle inhaftieren, wo er sie überlebte. Von der Herrschaft Galloway erhielt Dervorguilla den östlichen Teil, der vermutlich vom Nith bis zum Water of Fleet reichte. Mittelpunkt von Dervorguillas Anteil an Galloway war Buittle Castle. Allerdings waren die Anteile der drei Erbinnen nicht scharf voneinander abgegrenzt.
Nach dem Tod ihres Onkels John, Earl of Huntingdon hatte Dervorguilla zusammen mit ihrer Schwester Christina (auch Christiana) über ihre Mutter Erbansprüche auf die Honour of Huntingdon sowie auf weitere Besitzungen vor allem in Ost- und Nordostschottland. Dervorguilla erhielt damit ein weiteres umfangreiches Erbe, wobei sie als Ausgleich für ihren Verzicht auf das Earldom Chester, das an die englische Krone fiel, verschiedene Güter in Ostengland erhielt. Nach dem kinderlosen Tod ihrer Schwester Christina 1246 erbte sie den deren Anteil am Huntingdon-Erbe. Den Erbteil von Christina am Erbe ihres Vaters teilte sie mit ihrer älteren Halbschwester Helen, der Frau von Roger de Quincy, 2. Earl of Winchester. Dabei erhielt Dervorguilla wahrscheinlich aber einen größeren und einträglicheren Erbteil als ihre Halbschwester. Nach dem Tod von de Quincy 1264 wurde sein Besitz unter seinen Töchtern aufgeteilt, so dass Dervorguilla bei weitem den größten Anteil an der früheren Herrschaft besaß und damit zur wichtigsten Grundbesitzerin der Region wurde. Dennoch übernahmen weder sie noch ihr Mann eine politische Führungsrolle in Südwestschottland. Nach dem Tod von Helen ferch Llywelyn, der Witwe ihres Onkels John, erbte sie 1253 auch deren Wittum. Durch diese Erbschaften wurde der Wohlstand ihres Mannes beträchtlich vergrößert. Auch wenn genaue Angaben fehlen, hatte Dervorguilla allein aus ihren schottischen Besitzungen jährliche Einkünfte von fast £ 470.

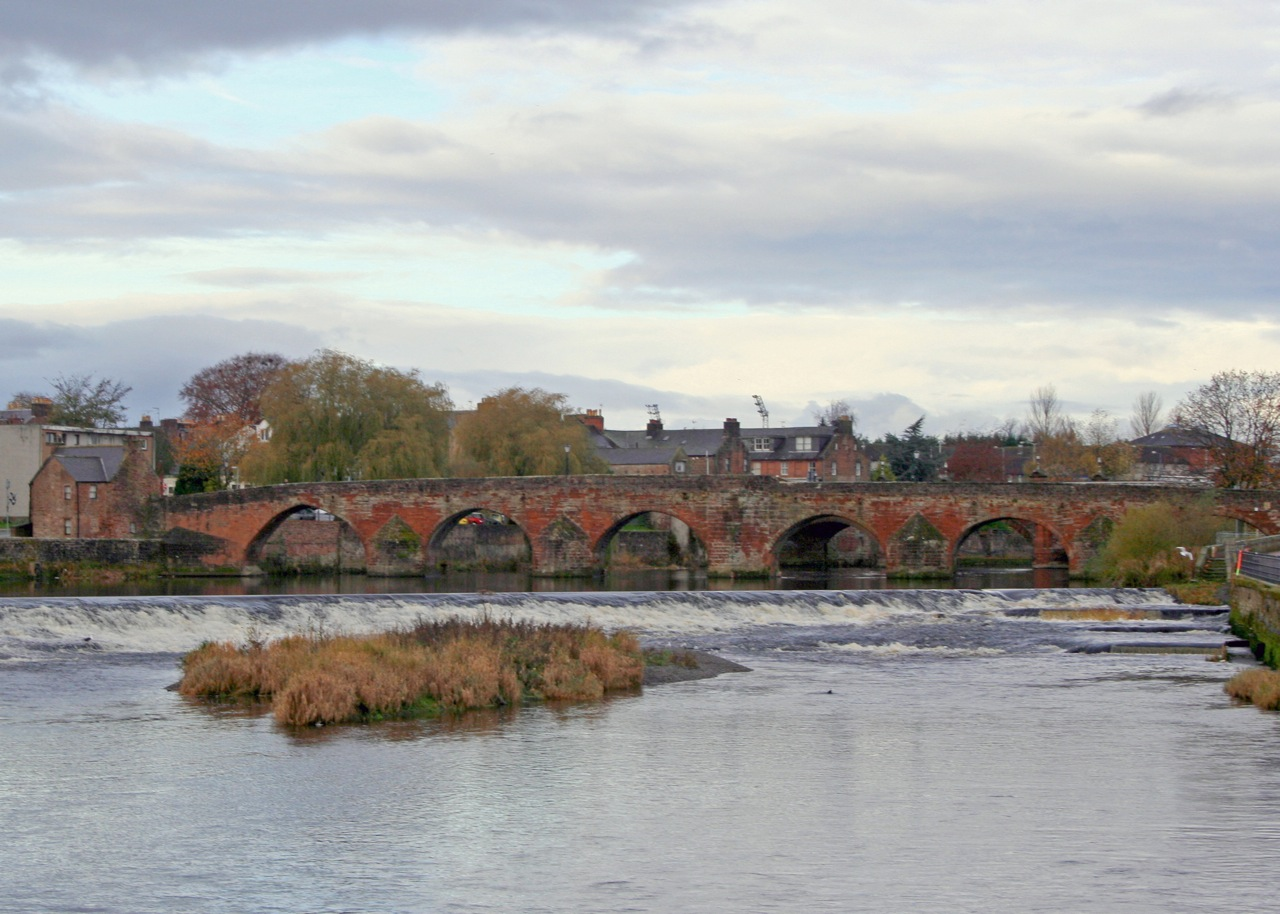
Die Devorgilla Bridge in Dumfries

## Tätigkeit als Witwe
Nach dem Tod ihres Mannes 1268 blieb sie im Besitz ihres Erbes, dazu erhielt sie von den Besitzungen ihres Mannes ein ihr lebenslang zustehendes Wittum. Als reiche Witwe soll sie Klöster im schottischen Dumfries und in Wigtown gestiftet haben, dazu förderte sie weitere Klöster. In Dumfries soll sie den Bau einer Brücke über den Nith finanziert haben, die später nach ihr benannt wurde. Allerdings stammt der Bericht ihrer Wohltaten aus dem 15. Jahrhundert und gilt als übertrieben. Gesichert ist jedoch ihre Gründung des Zisterzienserklosters Dulce Cor (auch Sweetheart Abbey) im östlichen Galloway, das sie zum Gedenken an ihren Mann 1273 stiftete. Die Gebeine ihres Mannes ließ sie in das Kloster umbetten, mit Ausnahme seines einbalsamierten Herzens, dass sie in einem Elfenbeinkästchen verwahrte. Dazu machte sie weitere Stiftungen zugunsten des von ihrem Mann gegründeten Balliol College in Oxford, dessen Statuten sie erließ.

## Nachkommen und Erbe
Mit ihrem Mann hatte Dervorguilla mindestens acht Kinder, darunter vier Söhne:
- Hugh de Balliol
- Alan de Balliol
- Alexander de Balliol
- John de Balliol

Die Namen ihrer vier Töchter sind nicht gesichert, vermutlich hießen sie Margaret, Cecily, Ada und Eleanor. Mit Ausnahme ihres jüngsten Sohns John überlebte sie aber alle ihre Kinder. Nach ihrem Tod wurde sie in ihrer Stiftung Sweetheart Abbey beigesetzt.
Obwohl sie nur die dritte Tochter aus der zweiten Ehe ihres Vaters war, war sie über ihre Mutter eine Urenkelin des schottischen Königs David I. Da ihre Mutter Margaret die älteste Tochter ihres Vaters David of Huntingdon war, hatte im schottischen Thronfolgestreit ab 1290 Dervorguillas Sohn John einen stärkeren Thronanspruch als Robert V de Brus, der ein Sohn von Isabel, der jüngeren Schwester ihrer Mutter war. Schließlich wurde ihr Sohn John 1292 zum schottischen König erklärt.